# Mackmyra Sulfit AB
Mackmyra Sulfit AB är ett tidigare skogsbolag med sulfitfabrik utanför Mackmyra. Mackmyra Sulfit AB, som bildades 1889 med ett aktiekapital på 340 000 SEK, hade inget med det närliggande järnbruket, Mackmyra bruk, att gora men dess brukspatron, kapten Erland Thedor Klingberg, blev en av delägarna och styrelseledamot i bolaget 1895. Klingberg tillträdde som VD 1907. Under de tio år som följde ökade Klingberg sin aktiepost i sulfitaktiebolaget och stod slutligen 1917 som majoritetsägare.
Fabriken brann ner 1897 men återuppfördes i en ny byggnad. I anslutning till massafabriken byggde man arbetarbostäder på södra sidan av ån. Mackmyra Sulfit kom från 1960-talet att ingå i Stora Kopparbergs Bergslags AB och 1976 lades sulfitfabriken ned.
Mackmyra är kanske främst känt för den så kallade Mackmyrakonflikten 1906, en tvist om arbetares rätt att bilda fackföreningar.
Mackmyrakonflikten är en viktig händelse i den svenska fackföreningsrörelsens historia.